# Lecithophyllum sphaerolecithum
Lecithophyllum sphaerolecithum är en plattmaskart. Lecithophyllum sphaerolecithum ingår i släktet Lecithophyllum och familjen Hemiuridae. Inga underarter finns listade i Catalogue of Life.